# Горки (місто Видне)
Го́рки (рос. Горки) — присілок у складі Ленінського міського округу Московської області, Росія.

## Населення
Населення — 533 особи (2010; 1806 у 2002).
Національний склад (станом на 2002 рік):
- росіяни — 86 %